# Bouth
Bouth – wieś w Anglii, w Kumbrii. Leży 72 km na południe od miasta Carlisle i 362 km na północny zachód od Londynu.